# Juzwyn
Juzwyn (ukr. Юзвин) – wieś na Ukrainie, w obwodzie winnickim, w rejonie winnickim.
W latach 1946-2024 roku miejscowość nosiła nazwę Nekrasowe (ukr. Некрасове).